# Fée des Neiges
'Fée des Neiges' est un cultivar fort répandu de rosier floribunda. C'est un des rosiers les plus vendus au monde car il est fort prisé pour l'abondance de sa floraison et pour sa robustesse. Il a été distingué comme rose favorite du monde, en 1983. Il est remarquable par la blancheur de ses pétales.

## Origine
Ce rosier triploïde a été créé en 1958 en Allemagne par Reimer Kordes de la maison Kordes sous la référence 'Korbin' et le nom commercial de 'Schneewittchen'. Ce rosier est connu aussi sous le nom d' 'Iceberg' dans les pays de langue anglaise.
C'est un croisement de 'Robin Hood' (1927, Pemberton), hybride de Rosa moschata, et de 'Virgo' (1947, Charles Mallerin), hybride de thé.

## Description
Ce rosier forme un buisson qui peut atteindre plus d'1,50 m de hauteur, mais il existe une version grimpante.
Ses roses doubles (une vingtaine de pétales), blanches et parfumées mesurent environ 6 cm de diamètre et fleurissent de mi-mai à début novembre.
Il est parfois sensible au marsonia. Il existe en rosier buisson et en rosier grimpant (Cants of Colchester, 1968).

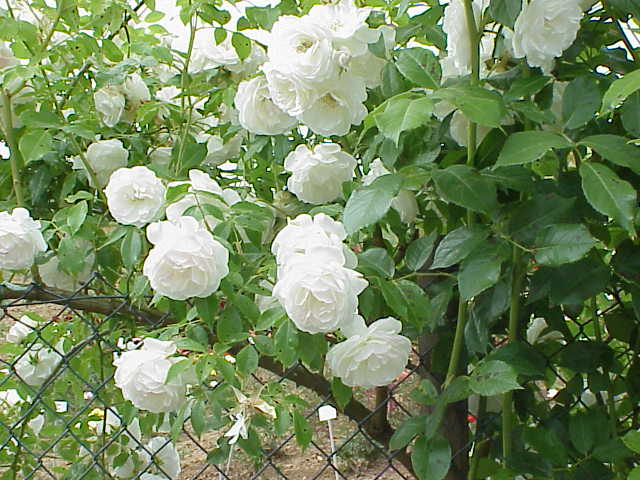
Bouquets de roses 'Fée des Neiges'.

## Descendance
Elle a donné notamment naissance à la rose anglaise 'Heritage' (Austin, 1984) par croisement avec 'Wife of Bath' (Austin, 1969), ou encore à 'English Garden' (Austin, 1986).

## Distinctions
- RNS Gold 1958
- ADR-Rose 1960
- Rose favorite du monde 1983
- RHS 1993